# Telson

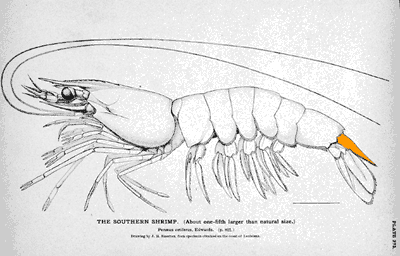
Telson (evidenziato in arancione)

Telson (o pipino) è la sezione terminale dell'addome degli artropodi. Spesso il telson è biforcuto (forca caudale).
Il pungiglione degli scorpioni non è altro che un telson modificato.